# Manuel Bretón de los Herreros
Manuel Bretón de los Herreros (Quel, 19 de desembre de 1796 – Madrid, 8 de novembre de 1873) fou un escriptor, periodista i dramaturg, castellà.
Comptava només deu anys quan el seu pare el portà a Madrid. Al cap de poc restà orfe de pare i va quedar a cura de la seva mare, la qual procurà donar-li una esmerçada educació. Portat d'un fort patriotisme, es feu soldat voluntari quan encara era estudiant en els últims temps de la guerra de la Independència. En aquell temps tingué un afer personal que li costà la pèrdua de l'ull esquerre, prenent el seu rostre per aquesta manca una expressió tan singular que fou durant la seva vida la més típica característica de la seva fisonomia i motivà molts dels seus acudits.
Havia estudiat als Escolapis de Sant Antoni Abat de Madrid, que abandonà el 1814 per ingressar a l'exèrcit, on va romandre fins al 1822. Després entrà en l'Administració pública i fou successivament secretari de les Intendències de Xàtiva i València, director de la Gaceta, administrador de la Impremta Nacional, càrrec que desenvolupà fins al 1847, any en què fou nomenat director de la Biblioteca Nacional.

## La primera comèdia
El 1824 s'estrenà la seva primera comèdia, acollida amb bon èxit, i des de llavors s'entregà a una activa labor, dedicant-se amb preferència a la traducció d'obres franceses, perquè així ho demanaven les seves necessitats. En aquells temps traduí 62 obres en prosa i vers i en re fundi 10, algunes d'elles amb tal fidelitat i bon gust que ja feien entreveure en ell al futur autor de Marcela ó ¿cuál de los tres? les seves múltiples ocupacions semblava que havien d'absorbir-li tot el seu temps, però encara li restava el suficient doncs era un treballador incansable per a dedicar-se a la política i al periodisme i ser l'autor dramàtic més fecund de la seva època.
La seva amistat amb Espronceda i Gallego contribuí molt a depurar el seu gust, perquè fins aleshores la seva labor quasi s'havia concretat a la traducció i arranjament d'obres franceses, afogant d'aquesta forma el que hi havia en ell d'original. Així, doncs, anà formant-se un estil persona, tant castís com enginyós i va veure desenvolupar-se les seves excepcionals qualitats d'observador que passant el temps l'hauria de fer portar a l'escena tants tipus reals.
Malgrat tot, no tot foren lloes per l'il·lustre autor dramàtic; l'enveja es rabejà amb ell, com en tants d'altres, fins al punt de signar amb pseudònim algunes de les seves obres, creient que així evitava les censures dels maleïdors. Res té, doncs, de particular que al final de la seva vida, d'un caràcter obert i alegre que era, es convertís en un home esquerp i violent, encara que fossin força dolços els seus últims per algunes distincions que va rebre, com la visita de l'emperador del Brasil, Pere de Bragança, i en record de la qual li atorgà la banda de l'Orde de la Rosa.

## Ingrés a l'Acadèmia

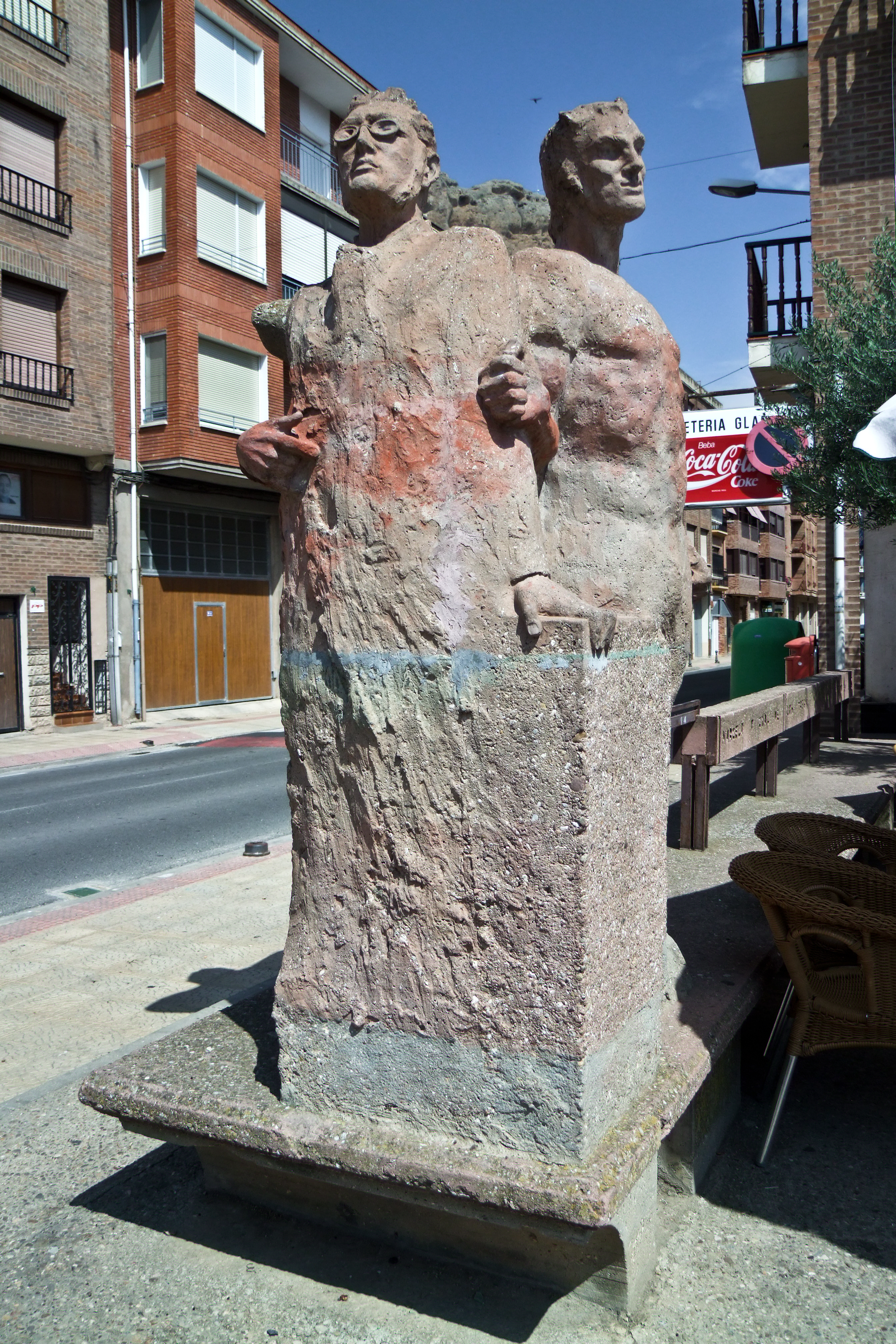
Monument a Bretón de los Herreros a la seva vila natal

El 1837 ingressà a la Reial Acadèmia Espanyola, que l'elegí més tard secretari perpetu, càrrec en el qual demostrà noves proves del seu saber i prodigiosa activitat. Les seves produccions líriques es troben col·leccionades des del 1831. Ja anteriorment estrenà amb gran èxit A la vejez viruelas (1824), i darrere aquesta comèdia i amb lleugers intervals en què sense gran fruit, però amb gran facilitat es dedica a la poesia seriosa, donà al públic obres tan notables com Lujo e indigencia i Los dos sobrinos.
Mereixen menció especial algunes refusions degudes a la seva ploma, com Andrómaca, Mitridates, Doña Inés de Castro, Dido y Antigona. El 1828 ja va fer les delícies del públic la seva famosa comèdia A Madrid me vuelvo. El 1831 inserí algunes poesies en diversos diaris de Madrid com El Universal, La Abeja i d'altres, moderats en la seva majoria.
Alguns anys més tard posà en ridícul certs ordes religiosos en una Letrilla joco-fúnebre, que publicà quan encara estaven molt fresques les sagnants escenes de 1835. Les lletres Polignac, El Protocolo, El Tran-tran i altres infinites, estan manifestant en aquestes, més que de l'exposició de doctrines, es preocupà de fer una vanaglòria de tècnica, vencent dificultats de ritme en què qualsevol altre hauria fracassat.
A aquest autor pertany una graciosa epístola, una de les millors que sortiren de la seva ploma, en la que amb gran encert ridiculitza La manía de viajar. El nombre de les seves obres teatrals és extraordinari, i entre elles cal citar les següents:
- (1828) A la vejez viruelas; El ingenuo, El rival del mismo
- (1829) El templo de Himeneo
- (1830) Achaques a los vicios; La falsa ilustración; El ensayo; La sorpresa
- (1831) Marcela o ¿cuál de los tres?; El músico y el poeta
- (1833) El templo de la gloria; El triunfo de la inocencia; Un tercero en discordia
- (1834) Un novio para la niña; Los carlistas de Portugal
- (1835) El hombre gordo; Mérope; Todo es farsa en este mundo; Mi empleo y mi mujer; El plan de un drama; El liberal por fuerza; Lo que es y lo que será.
- (1836) Me voy a Madrid; El novio y el concierto; El amigo mártir
- (1837) La redacción de un periódico; Las improvisaciones; Una de tantas; Muérete y verás...; Don Fernando el Emplazado; Medidas extraordinarias
- (1838) Ella es él; El poeta y la beneficiada; El pro y el contra; El hombre pacífico; Flaquezas ministeriales; El ¡qué dirán! Y el ¿qué se me da a mi?.
- (1839) Un día de campo; No ganamos para sustos; ¡Una vieja!; Vellido Dolfos.
- (1840) El pelo de la dehesa; Un enemigo oculto; Lances de Carnaval; Pruebas de amor conyugal; La ponchada; el cuarto de hora
- (1841) Entre santa y santo; Dios los cría y ellos se juntan; Cuentas atrasadas; Mi secretario y yo; lo vivo y lo pintado; La pluma prodigiosa.
- (1842) La batelera de Pasajes; La escuela de casados; El editor responsable.
- (1843) Los solitarios; ¡Estaba de Dios!; Un novio a pedir de boca; Un francés en Cartagena; Finezas contra desvíos; Una noche en Burgos; Pascuala y Carranza.
- (1844) A lo hecho pecho; Cuidado con los amigos; Por no decir la verdad; Aviso a las coquetas; Frenología y magnetismo.
- (1845) Don Frutos en Belchite; Mi dinero y yo.
- (1846) Un enemigo oculto; Errar la vocación.
- (1848) La familia del boticario; Memorias de Juan García.
- (1849) Los tres ramilletes; ¿Quien es ella?;.
- (1850) El vaso de agua; Una broma de Quevedo; Por poderes.
- (1851) La boda de Quevedo; Una ensalada de pollos.
- (1852) El valor de la mujer; La escuela del matrimonio.
- (1853) La cabra al monte tira.
- (1854) ¡Que hombre tan amable!; La niña del mostrador; Cosas de Don Juan.
- (1855) Al pie de la letra.
- (1859) La hipocresía del vicio.
- (1860) El duro y el millón: Entre dos amigos; Por una hija; Elvira y Leandro.
- (1862) La hermana de leche.
- (1863) María y Leonor.
- (1864) Cuando dé cincuenta pases....
- (1866) El abogado de pobres.
- (1867) Los sentidos corporales.

A més va escriure els poemes La desvergüenza i La vida del hombre; les sàtires Contra los vicios introducidos en la declamación teatral; Contra la maniade escribir para el público; Contra el furor filarmonico; Contra la hipocresia; El carnaval i Epistola moral sobre las costumbres del siglo.
De les seves obres completes se'n feren diverses edicions, tant a Espanya com a l'estranger, essent la més moderna la publicada a Madrid el 1883. Bretón de los Herreros fou el primer escriptor còmic espanyol del seu segle. La seva fina observació i el seu talent el feren trobar la gràcia sense el sarcasme, la sàtira sense la irrisió. Les seves obres han estat sempre considerades com a verdaders models dintre de l'ampla catifa de la comèdia costumista. El seu coneixement de l'escena fou tan complet i cabal que no es troben en el teatre Bretón de los Herreros ni efectismes convencionals, ni contrasts inversemblants.
Estudià a fons les ridiculeses i debilitats humanes, presentant-les en escena en forma còmica, però vessant un exquisit refinament artístic. Es pot dir que ningú com ell, entre els autors moderns, sabé assimilar-se millor els primors de Menandre i Terenci. El seu llenguatge és castís i natural i el decor amb què vesteix les seves sàtires còmiques és la millor corona dels seus mèrits.